# Oramel H. Simpson

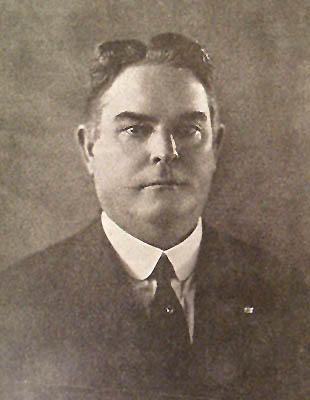
Oramel H. Simpson

Oramel Hinckley Simpson (* 20. März 1870 in Washington, St. Landry Parish, Louisiana; † 17. November 1932 in New Orleans, Louisiana) war ein US-amerikanischer Politiker und von 1926 bis 1928 Gouverneur des Bundesstaates Louisiana.

## Frühe Jahre und politischer Aufstieg
Oramel Simpson besuchte bis 1890 das Centenary College. Anschließend studierte er an der Tulane University Jura. Nach seiner 1893 erfolgten Zulassung als Rechtsanwalt arbeitete er zwischen 1893 und 1899 in diesem Beruf in New Orleans. Im Jahr 1899 war er für kurze Zeit bei der US-Münze in New Orleans angestellt. Zwischen 1900 und 1924 war er als Schriftführer in der Verwaltung beim Senat von Louisiana beschäftigt. Auch auf einem Kongress zur Überarbeitung der Staatsverfassung im Jahr 1921 fungierte Simpson als Schriftführer. Simpson war Mitglied der Demokratischen Partei und wurde als deren Kandidat im Jahr 1924 zum Vizegouverneur seines Staates gewählt.

## Gouverneur von Louisiana
Nach dem Tod von Gouverneur Henry L. Fuqua am 11. Oktober 1926 fiel Simpson entsprechend der Staatsverfassung das Amt des Gouverneurs zu. Er musste die angebrochene Amtszeit seines Vorgängers beenden. In seiner Regierungszeit widersetzte sich Simpson dem von Fuqua geplanten Bau einer gebührenpflichtigen Brücke über den Pontchartrain-See. Stattdessen befürwortete er den Bau einer gebührenfreien Brücke. Allerdings konnte er sich nicht durchsetzen und die Brücke wurde wie ursprünglich geplant gebaut. Immerhin konnte er einen kostenlosen Fährdienst als Alternative einrichten. Auch Simpson setzte den von seinen Vorgängern begonnenen Kampf gegen den Ku-Klux-Klan fort.
Im Jahr 1927 wurde der Staat von einem schweren Hochwasser des Mississippi River heimgesucht. Zur Entlastung mussten einige Deiche geöffnet werden, um noch größeren Schaden zu vermeiden. Nach dem Ende der Flut bildeten die Staaten Louisiana, Mississippi und Arkansas eine gemeinsame Kommission zum zukünftigen Hochwasserschutz. Außerdem beantragte die Kommission Bundesmittel zur Hilfe für den Bau von entsprechenden Schutzmaßnahmen. Die am härtesten von der Katastrophe betroffenen Bürger erhielten eine staatliche Unterstützung für den Wiederaufbau ihrer zerstörten Anwesen. Im Jahr 1928 strebte Simpson seine Wiederwahl an. Er hatte aber innerhalb seiner Partei nicht die geringste Chance, sich gegen den mächtigen Huey Pierce Long durchzusetzen. Daher schied Simpson am 21. Mai 1928 aus seinem Amt aus.

## Weiterer Lebenslauf
Nach dem Ende seiner Amtszeit als Gouverneur war Simpson zeitweise für die Steuerkommission Louisianas tätig. Er starb im November 1932 in New Orleans. Oramel Simpson war mit Louise Ernestine Pichet verheiratet.